# Charles Auffret
Charles Auffret (Besançon, 1 de julio de 1929 - París, 24 de febrero de 2001) fue un escultor francés.

## Datos biográficos
Estudió en la École des Beaux-Arts de Dijon, donde fue alumno de Pierre Honoré.
Además, estudió en la École nationale supérieure des beaux-arts de París, y asistió al taller Janniot. Como alumno de la escuela, obtuvo el 2.º Premio de Roma en escultura en 1956, por detrás de Claude Goutin.
Fue profesor de Richard Bruyère.
Falleció el 24 de febrero de 2001 a los 71 años de edad.

## Obras
Su obra se encuentra distribuida en colecciones particulares en Francia y en el extranjero. 
También se conservan en numerosos museos.

## Premios y recompensas
- Prix de Rome
- Premio del grupo de los nueve ( en francés: Groupe des Neuf)
- Premio Georges Baudry
- Premio Charles Malfray